# Plussulien
Plussulien település Franciaországban, Côtes-d’Armor megyében. Lakosainak száma 507 fő (2022. január 1.). Plussulien Canihuel, Corlay, Saint-Mayeux, Saint-Igeaux és Bon Repos sur Blavet községekkel határos.

## Népesség
A település népességének változása:
| Lakosok száma | 761  | 660  | 596  | 491  | 507  | 497  | 487  | 484  | 480  | 507  |
|               | 1968 | 1982 | 1990 | 2006 | 2013 | 2015 | 2017 | 2019 | 2020 | 2022 |